# بهشت و جهنم بر روی زمین
بهشت و جهنم بر روی زمین (به هندی: Parzania) فیلمی محصول سال ۲۰۰۷ و به کارگردانی راهول دالوکیا است. در این فیلم بازیگرانی همچون نصیرالدین شاه، ساریکا، کورین نمک، راجندرانات زوتشی، پارزان دستور ایفای نقش کرده‌اند.